# Шарапова, Арина Аяновна
Ари́на Ая́новна Шара́пова (род. 30 мая 1961, Москва) — российская телеведущая, тележурналист, преподаватель и общественный деятель.

## Биография
Арина Шарапова родилась 30 мая 1961 года в Москве.
Дед жил до революции в Китае. Бабушка была учительницей, владела маньчжурским языком, много работала с китайцами, советовала внучке побывать в Китае.
Детство провела на Ближнем Востоке, так как отец — Аян Вениаминович Шарапов — работал дипломатом, и они с матерью Анной Ивановной много ездили по миру.
Имеет два высших образования: в 1984 году окончила отделение прикладной социологии философского факультета МГУ, затем — переводческий факультет Московского государственного педагогического института иностранных языков имени Мориса Тореза по специальности «переводчик английского языка». Кандидат социологических наук.
В марте 2014 года основала в Москве школу АНО «Артмедиаобразование». Является её президентом и руководителем.
В декабре 2021 года в Московском Доме Книги на Новом Арбате состоялась презентация книги Арины Шараповой «Страна чудес Коктебель». В сборник вошли сказочные истории для детей о Крыме.

### Общественная деятельность
Являлась членом Общественного совета при Министерстве внутренних дел Российской Федерации. Действительный член Императорского православного палестинского общества.
Являлась доверенным лицом Сергея Собянина на выборах мэра Москвы в 2013 году.
С апреля 2016 года — заместитель председателя Общественной палаты города Москвы.
В сентябре 2016 года стала доверенным лицом партии «Единая Россия» на выборах в Государственную думу VII созыва.
Член Общественного совета при Министерстве обороны Российской Федерации.
В 2024 году стала доверенным лицом кандидата в президенты России Владимира Путина.
11 апреля 2025 года внесена в санкционный список Украины против «пропагандистов войны и тех, кто оправдывает Россию».

## Работа на телевидении
- 1988—1991 — корреспондент Дирекции аудио-визуальной информации АПН (РИА «Новости»).
- 1991 — специальный корреспондент главной редакции теленовостей РИА «Новости».
- 1991 — ведущая российско-американской телевизионной программы «60 минут»[где?].
- 1992 — комментатор Дирекции информационных программ ВГТРК.
- 1992—1995 — ведущая информационной программы «Вести» ВГТРК.
- 1996—1998 — ведущая информационной программы «Время» («ОРТ»). В 1998 году ушла из программы, передав своё место в эфире Сергею Доренко[18].
- С 1998 по 1999 — ведущая ток-шоу «Арина». Изначально проект планировался к трансляции на «ОРТ»[19], но из-за того, что канал не смог договориться с производителем об условиях выхода в эфир, проект на ОРТ так и не появился[20]. В итоге ток-шоу стало транслироваться на НТВ, где выходило с 7 февраля по 6 июня 1999 года. Летом того же года программа ушла «в отпуск», из которого уже не вернулась[21].
- С 1999 по 2000 — ведущая телепередачи «Место встречи с Ариной Шараповой» («ТВ-6»)[22][23]. Программа была закрыта из-за низких рейтингов в июне 2000 года[24].
- В 2000—2001 годах работала на Красноярской ГТРК «Центр России» ведущей программ «Час Быка» и «Встречи с Ариной Шараповой»[25].
- В 2001 году — ведущая телепередачи «Модные» («ТВ-6»)[26][27]. Премьера планировалась на март, затем на апрель 2001 года, но проект так и не вышел в эфир из-за того, что руководство ТВ-6 не одобрило её пилотные выпуски[28].
- С июля 2001[29][30] — ведущая утреннего телеканала «Доброе утро» (ОРТ/«Первый канал»)[31].
- С июля 2007 года по сентябрь 2010 года — соведущая телепередачи «Модный приговор» на «Первом канале»[32].
- В 2011 году перед выборами в Государственную думу и в 2012 году перед выборами Президента России была ведущей предвыборных дебатов на «Первом канале» (поочерёдно с Петром Толстым)[33].
- В 2013 году — ведущая телеигры «Самый лучший муж» на «Первом канале»[34].
- В 2014 году — ведущая проекта «Остров Крым» на «Первом канале»[35].
- С августа 2018 по июнь 2022 — ведущая программы «Десять фотографий» на телеканале «Звезда».
- С марта 2023 по апрель 2024 — ведущая программы «Десять мгновений» на телеканале «Звезда».

## Семья
Дед по отцу — Вениамин Шарапов, был профессором Петербургского университета, умер в 1930-е годы, изучал тунгусский язык, создавал словарь, занимался этнографией.
Бабушка по отцу — Таисия Константиновна Шарапова, филолог, изучала маньчжурский и тюркский языки, также преподаватель русского языка, окончила Санкт-Петербургский университет, хорошо рисовала.
Отец — Аян Вениаминович Шарапов (род. 13 августа 1932), был инженером, потом окончил внешнеторговую академию, стал дипломатом, работал в Министерстве торговли СССР, родился в порту Аян, так его и назвали.
Мать — Анна Ивановна Шарапова (род. 9 февраля 1930), учитель, работала гидом-переводчиком английского языка в ВАО «Интурист».
Первый муж (1979—1986) — Олег Борушко (род. 1958), поэт, окончил МГИМО и Литературный институт им. Горького, живёт в Великобритании с 1998 года.
- Сын — Данила Олегович Шарапов (род. 7 июня 1981), медиаменеджер, телепродюсер. С декабря 2014 года по ноябрь 2015 года являлся генеральным продюсером телекомпании «НТВ»[40][41]. Женат на Алине Шараповой, имеет двоих детей.
  - Внуки — Никита (род. 26 сентября 2006)[42] и Степан (род. 1 сентября 2009)[43][44].

Второй муж — Сергей Аллилуев, журналист.
Третий муж — Кирилл Легат, продюсер.
Четвёртый муж — Эдуард Арамович Карташов (род. 27 января 1963), бывший военнослужащий, капитан-лейтенант военно-морского флота в запасе, с 1992 года — менеджер в крупной компании, бизнесмен.

## Фильмография
- 2002 — Бальзаковский возраст, или Все мужики сво… — Ольга, телеведущая, знакомая Льва (2-я серия)
- 2004 — Узкий мост — телеведущая
- 2005 — Свой человек — гостья, камео
- 2007 — Рублёвка — дорога к счастью — камео
- 2015 — Ирина Печерникова. Мне не больно — камео
- 2015 — Самый умный в мире небоскрёб — камео
- 2021 — Пункт пропуска — телеведущая

## Награды и премии
- 2006 — Орден Дружбы — за большой вклад в развитие отечественного телерадиовещания и многолетнюю плодотворную деятельность[49].
- 2011 — Почётная грамота Президиума Верховной Рады Автономной Республики Крым — за весомый личный вклад в организацию и проведение международных культурно-массовых мероприятий в Автономной Республике Крым и высокое профессиональное мастерство[50]
- 2016 — Почётная грамота Московской городской думы — за заслуги перед городским сообществом[51]
- 2022 — Почётная грамота Министерства обороны Российской Федерации — за оказание содействия в решении задач, возложенных на Вооруженные Силы Российской Федерации[52].

## Документальные фильмы и телепередачи
- «Арина Шарапова. „Улыбка для миллионов“» («Первый канал», 2011)[1][53]